# حقوق عصب‌شناختی

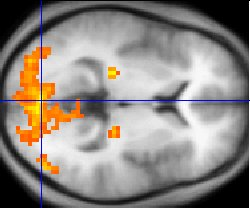
نمونه داده‌های fMRI. این تصویر مثالی از داده‌های fMRI مناطق فعال‌سازی شامل قشر بینایی اولیه (V1, BA17)، قشر بینایی خارج از بدن و بدن ژنیکوله جانبی را در مقایسه بین یک محرک بصری متحرک پیچیده و شرایط استراحت (مشاهده یک صفحه سیاه) نشان می‌دهد. فعال‌سازی‌ها (زرد-قرمز)در پس‌زمینه‌ای بر اساس میانگین تصاویر ساختاری از افراد در آزمایش نشان داده می‌شوند.

حقوق عصب‌ شناختی (Neurolaw)، رشته گرایش نوینی از علم حقوق است که به بررسی رابطه میان مغز انسان و آثار حقوقی منتج از رفتار وی در جامعه می‌پردازد. حقوق عصب شناختی از جمله علوم میان رشته‌ای است که در نتیجه تلاش های حقوقدانان متخصص در امور پزشکی مغز و اعصاب یا عصب شناختی، گسترش یافته‌ است. این حوزه از علم حقوق، از رهگذر علم عصب‌شناسی و حقوق، اعمال و آثار حقوقی را بگونه‌ای حقوقی-پزشکی مورد تحلیل و بررسی قرار می‌دهد و بنابراین قواعد حقوقی صحیح تر و تحلیل دقیقتری از پدیده‌های حقوقی، ارائه می‌دهد. علم عصب‌شناسی، از علوم میان رشته‌ای است که ارتباط عمیقی میان علم مغز و اعصاب (بالینی و تجربی) و علوم شناختی (انتزاعی و نظری) برقرار می‌سازد. علم حقوق با به‌کارگیری دستاوردهای علم عصب شناسی، تلاش می‌کند تا تحلیل درستی نسبت به تمامی پدیده‌های حقوقی ارائه دهد. در حقیقت، حقوق عصب شناختی، بررسی پدیدهای حقوقی با رویکرد عصب شناختی است. برای نمونه، به‌کارگیری ابزارهای اف‌ام‌آرآی، ام‌آرآی و الکتروانسفالوگرافی با تکیه بر دستاوردهای علم عصب‌شناسی جهت تشخیص دقیق‌تر مسئولیت کیفری متهم در گستره حقوق جزای عصب شناختی (Neurocriminology) با تعیین اراده آزاد (Free Will) و قصد مرتکب تخلف قانونی. 
در حوزه حقوق عصب شناختی، به دو روش کلی پژوهش می‌شود:
- نظری و مبانی (مباحث کلی در ارتباط با ذهن، مغز، رفتار ها، آثار و قواعد حقوقی)
- عملی و کاربردی (دستاوردهای علوم مغز و اعصاب در ارائه احکام دقیق حقوقی).

تصمیماتی که افراد جامعه اتخاذ نموده و اقداماتی که انجام می‌دهند همواره براساس آثار و پیامدهای عصب شناختی دستگاه عصبی انسان، قابل توجیه، بررسی و تحلیل می‌باشند. حقوق عصب شناختی با طرح سوالاتی همچون میزان مؤثر مسئولیت حقوقی افراد در نتیجه افعال ارتکابی آن‌ها در یک وضعیت حقوقی مشخص، با یاری جستن از ابزارها و دستاوردهای علوم مغز و اعصاب و نیز علم عصب شناختی، ابعاد نوین نظام حقوقی آینده بشری را شکل می‌دهد. یکی از مهم‌ترین مسائل طرح شده در حوزه حقوق عصب شناختی، نحوه حضور و اثرگذاری قواعد و نتایج عصب شناسی و علوم اعصاب دستگاه عصبی انسان در هنجارهای نظام حقوقی و به ویژه کارکرد آن‌ها در حوزه دادرسی و رویه قضایی دادگاه ها است. مثلاً امکان تغییر نظر دادگاه براساس مدارک مستدل و مستند پزشکی عصبی مبنی بر برائت ذمه متهم نسبت به فعل متخلفانه ارتکابی (بزه) در یک وضعیت حقوقی مشخص. یکی از بنیادی‌ترین مسائل مورد طرح عصب-حقوق بشر (حقوق بشر عصب شناختی) که نوعاً برخاسته از حقوق بنیادین پزشکی است، امکان دستیابی به اطلاعات مغزی افراد از طریق ابزارها و تکنیک‌های علوم اعصاب است که عملاً دریچه‌ای به روی مدخل چالش‌برانگیز حق بر حریم خصوصی می‌گشاید. مسئله قابل تامل این است که در چه مواردی و تا چه میزان و با چه شرایطی می‌توان افراد را بدون رضایت آنان، تحت آزمایش‌ها نوروساینتیفیک قرار داده و به داده‌های عصبی آن‌ها دست یافت و از این طریق تا حدودی که علم نوروساینس به ما امکان می‌دهد اطلاعات مغزی وی را استخراج نمود؟ برای نمونه یکی از این مواردی که در مجله نورولوژی دانشگاه واشینگتن مورد تحلیل قرار گرفته‌است، وضعیت اضطرار می‌باشد. در وضعیت اضطرار که امنیت ملی به مخاطره جدی می افتد، سلب حق جایز می‌شود؛ مانند آنکه دولت در یک وضعیت مخاطره‌آمیز تروریستی،  مظنونان به تروریسم را تحت بازرسی و آزمایش نوروساینتیفیک قرار دهد تا علاوه بر یافتن عوامل ترور، به برنامه‌ها و اهداف آنان تا حدود قابل اتکایی پی ببرد.

## تاریخچه
حقوق عصب‌شناختی برای اولین بار از سوی تایلر در دهه ۱۹۹۰ بدین نام نهاده شد و از همان آغاز، با رشد فزاینده‌ای در سراسر جهان در حال گسترش و پیشرفت است. این علم اولین بار در سال ۱۳۹۳ توسط حقوقدان برجسته و نخستین فارغ التحصیل فوق دکتری حقوق عصب شناختی در ایران دکتر آرین پتفت (Arian Petoft) برنده جایزه جهانی پدر علم (ScienceFather) به عنوان بهترین محقق حوزه علوم اجتماعی، تأسیس و ادبیات آن رایج گشت. وی هم‌اکنون از طریق مراودات علمی با مؤسسه مطالعات نوروساینس هانوفر و دانشگاه کالیفرنیا و نیز شراکت در کنفرانسهای بین‌المللی پزشکی مغز و اعصاب، گام‌های مؤثری برای گسترش علم حقوق عصب شناختی برداشته‌است. دکتر پتفت، عضو هیأت علمی دانشگاه علوم پزشکی شهید بهشتی و بنیان‌گذار حقوق فازی در آلمان، حقوق جزای عصب شناختی را در گستره مباحث مدرن جرم شناسی تبیین میکند و علاوه بر پزشکی سازی پدیده های حقوقی، رویکرد فردگرایی و جامعه گرایی جرم را هم جزء لاینفک آن عنوان کرده است. در جدیدترین گفتمان‌های موجود در حوزه نورولا، پروفسور تایلر اندیشه‌های آقای پتفت را در زمره مکتب حقوق مدرن قرار داده است که ملهم از اندیشه‌های وی اصل تفکیک ساختارهای عصبی و روانی و آثار آن بر رفتار افراد را طرح می‌کند. این امر به نحو اولی در اندیشه دکتر بیلود، پزشک متخصص دانشکده پزشکی پاریس، نیز به خوبی مشهود است. وی معتقد است که الگوی تحلیلی سه‌گانه پتفت (عصب-روان-جامعه شناختی Neuro-psycho-socio) از مسائل ناگسستنی جرم‌شناسی امروز است که می‌تواند تحولات شگرفی ایجاد نماید. پروفسور اوسلر، استاد دانشگاه کارولینای شمالی، در مقاله‌ای با مضمون مطالعات میان رشته‌ای ریاضیات عصب‌شناسی معتقد است که می‌توان اندیشه‌های حقوق مدرن پتفت را از منظر تحلیل ریاضی با استعانت از ابزارهای تحلیل الگوریتمی تبیین نمود. آثار دکتر پتفت در حوزه حقوق و علوم اعصاب بر اساس رده بندی گوگل اسکالر وی را در زمره 10 دانشمند برتر نورولا در جهان قرار داده است.
در یکی از مقالات جدید دکتر پتفت در مجله حقوق کیفری دانشگاه رم ایتالیا وی تاریخچه عصب-حقوق را در سه دوره کلاسیک، مدرن و پسامدرن مورد بررسی قرار داده و سیر تحول آموزه های آن در مکاتب نوین حقوقی را ترسیم کرده است. به اعتقاد وی «هر چند یافته های نوین عصب شناسی در حقوق موجب شده تا دانش عصب- حقوق به عنوان علمی نوظهور و مخلوق عرصه پست مدرن دانش بشری (دهه 1990 میلادی تاکنون) تلقی شود، اما در بسترهای متعددی علوم اعصاب و حقوق ارتباط ناگسستنی داشته اند که برخی از آن ها صبغه طولانی دارند که مبتنی بر این ارتباط تاریخی، می توان عصب- حقوق را دانش جدیدی تصور نکرد.  لذا باید اذعان نمود که ارتباط میان حقوق و علوم اعصاب، مسبوق به سابقه (بالغ بر دو قرن) می باشد و در طول زمان به بلوغ خود رسیده است؛ بنابراین برای عصب- حقوق می توان تاریخچه طولانی در عرصه دانش بشری قائل شد. تاریخچه حقوق و علوم اعصاب از یک سو به پیشرفت دانش بشری نسبت به علوم اعصاب، حقوق و سیاست در طول زمان اشاره می کند و از سوی دیگر، محدودیت های کنونی کاربست فنون و یافته های عصب شناسی در نظام حقوقی را به تصویر می کشد. اما به هر ترتیب به طور مسلم دانش عصب- حقوق از اواخر قرن بیستم به رشد و شکوفایی خود رسیده است.» به بیان وی «بحث محوری جرم شناسی مدرن در قرن بیست و یکم را مسئله بسیار چالشی اراده آزاد و مسئولیت کیفری تشکیل می دهد که طرح گفتمان هایی چون آموزه جبرگرایی آن را بیش از پیش مجادله-برانگیز می سازد.... برخی از اندیشه های حداقلی مطرح در دانش عصب-حقوق به طور روشن، رنگ و بوی فاشیستی دارد! اگر چه آن ها ادعا می کنند که ما را از درک اشتباه نسبت به خودمان رها می سازند و فضاهای جدیدی را برای استفاده علمی بیشتر از قانون می گشایند، اما در نهایت مفهوم "خود" و حقوق را از بین می برند. هدف آن ها به جای حاکمیت قانون، دیکتاتوری مغز (یا برخی از تعابیر خاص از مغز)، از طریق بازتوانی افراد با اختلال عصبی است. از این حیث، آموزه های حقوق عصب شناختی تقلیلی، موجب اغراق گرایی نسبت به دانش نوین و جایگزینی علوم تجربی به جای حقوق می شود. اگر قرار است هر یک از حقوق و علوم تجربی، جایگاه و تمامیت خود را حفظ کنند این جنبش باید متوقف و کنترل شود....  بر اساس این نوع رویکرد، مغز انسان، موجودیتی فیزیکی دارد که مبتنی بر اصول و قواعد عالم فیزیک اداره می شود و ذهن تحت کنترل آن می باشد... . پیش بینی رفتارهای انسان از طریق تبیین فعل و انفعالات عصبی مغز وی بدین معنا خواهد بود که اقدامات ما صرفاً واکنش های خود به خودی به محرک ها است و تصمیمات آگاهانه ما در واقع انجام امرِ طبیعیِ از پیش تعیین شده ی مغز است و نه اقدامی مخالف با آن! لذا در بهترین حالت، به جای اراده آزاد ، ما اراده غیر آزاد  خواهیم داشت. با این اوصاف، هیچ‌کس به سبب اعمال ارتکابی خود، بیشتر یا کمتر از دیگری مسئولیت ندارد. ما همه بخشی از نظام جبرگرایی عصبی هستیم که روزی به طور کامل بدان پی خواهیم برد!...» دکتر پتفت در تبیین چالش عمده دانش عصب-حقوق اذعان می دارد که نباید آن را در تبیین مفهوم اراده آزاد جستجو کرد؛ «بلکه چالش اصلی آن در مسائل متافیزیکی وجود دارد که اغلب باعث سردرگمی می شود. تا حدودی می توان اراده آزاد را به طور کلی، نوعی توانایی  یا قدرت  انحصاری هر انسان در فعل یا ترک فعل دانست که به قرائت لیبرالیسم از آزادی اراده نزدیک می شود. داشتن چنین قدرت یا توانایی در جایی بسیار بحث برانگیز می شود که افراد را به طور عینی مسئول اَعمال خود به شمار می آورند. حل چالش های نظری موجود در رابطه با اراده آزاد، که به طور عمیقی در آموزه های مسئولیت حقوقی محل بحث است، توسط دانش کنونی علوم اعصاب میسر نیست و یافته های عصب شناسی نوین هنوز قادر به پر کردن خلاء های مفهومی در تعریف این مقوله نیستند.  در میان تعمقات اندیشمندان کنونی، هرگز به وجود یا عدم وجود مفهوم لیبرالیستی اراده آزاد پرداخته نشده است....» پتفت ضمن طرح آموزه های حقوقی مفهوم انسان و مسئولیت، پنداشت های کنونی برخی عصب روان شناسان از این مفاهیم را انحرافی و مغالطه آمیز می داند. وی در نقد پوزیتیویسم عصب شناختی که افعال انسان را صرفاً نتیجه فعالیت شبکه های عصبی (جبرگرایی) می دانند، بیان می کند که «اگر چنین تصوری داشته باشیم آنگاه نقش تجربه های ذهنی و قدرت ذهن در تغییر پدیده ها را انکار کرده، اراده آزاد را امری وهمی دانسته و نهایتاً مفهومی تحت عنوان مسئولیت معنی و موضوعیت نخواهد داشت. این درحالی است که انسان ها قادر به تجزیه و تحلیل عواقب تصمیم و فعل خود هستند و از نتایج اقدامات خود آگاهی دارند. اولاً صرف وجود یافته های عصب شناسی نمی تواند تمام بدنه وجودی اراده انسان را به تصویر بکشد (و یا حداقل دانش کنونی چنین اجازه ای به ما نمی دهد)، ثانیاً تجربه های ذهنی لزوماً در شبکه های عصبی پیچیده مغز مشهود نیستند و ثالثاً از تأثیر و تأثری که میان ذهن و مغز وجود دارد نباید غافل ماند. لذا ما نباید در ورطه اغراق-گرایی نسبت به یافته های عصب شناسی از مغز انسان بیفتیم و با امعان رویکرد رادیکال، اراده آزاد را از اساس انکار نماییم....»
به بیان دکتر پتفت و دکتر محمود عباسی در مقاله ای تحت عنوان «محدودیت های کنونی عصب-حقوق» در ژورنال حقوق پزشکی دانشگاه سوربن فرانسه، از جمله اشکالات عمده تحقیقات fMRI، مسئله تفریق شناختی است؛ چراکه باید تعاملات شناختی میان شبکه های نورونی نیز مورد توجه قرار گیرد. خطای اندازه گیری بسیار زیاد fMRI در مقیاس میکروسکوپی نیز محل اشکال است و این خود موجب میشود که بسیاری از رخدادهای بیولوژیکی در فعالیت مغز نادیده گرفته شود. علاوه بر این، در عین اینکه مناطق مغز به روشنی برای فعالیت ذهن انسان ضروری هستند، اما هیچ دلیلی وجود ندارد که مجموعه این نواحی را ذهن انسان تلقی کنیم و مسئله ارتباط ذهن و مغز همچنان مجادله برانگیز باقی مانده است. به همین دلایل، ارزیابی های عصبشناختی تجربه های ذهنی به طریق fMRI به سه دلیل نزد دادرسان بعضاً اعتبار قضایی نیافته اند: 1) امکان نقصان یافته ها؛ 2) امتزاج تجربه های ذهنی دیگر در بررسی حقوقی رخدادها؛ 3) وضعیت های غیر معمول روحی-روانی افراد در رویدادهای حقوقی. لذا به رغم کاربست مفید شواهد fMRI در حقوق، اینگونه امارات هم اکنون در کنار سایر ادله موجود در دادرسی های قضایی مورد استفاده قرار گیرند (ادله انضمامی اثبات دعوی) و در صورت تعارض امارات و قرائن، ادله متقن عینی، ارجحیت دارد. با این حال، شواهد دروغ سنجی به طریق تکنیک fMRI هنوز به عنوان اماره در دادگاه ها پذیرفته نیستند.